# Beuvillers, Meurthe-et-Moselle
 Beuvillers  là một xã của tỉnh Meurthe-et-Moselle, thuộc vùng Grand Est, đông bắc nước Pháp. Xã này nằm ở khu vực có độ cao trung bình 267 mét trên mực nước biển.